# Arco degli Argentari
Arco degli Argentari, latin Arcus Argentariorum, ”Penningväxlarnas båge”, är en båge uppförd vid Forum Boarium i Rom år 204 e.Kr. Den beställdes av de lokala penningväxlarna och boskapshandlarna och byggdes åt Septimius Severus, Julia Domna, Caracalla och Geta. Bågens syfte är okänt, men det antas att den utgjorde en monumental entré från Vicus Jugarius in till Forum Boarium. På 600-talet blev bågen delvis inkorporerad i muren till kyrkan San Giorgio in Velabro.

## Bilder
| - En av bågens paneler som visar Caracalla (till höger) och den utraderade Geta. - Arco degli Argentari är delvis inlemmad i muren till kyrkan San Giorgio in Velabro. |